# 辐射泡双吸虫
辐射泡双吸虫（学名：Didymocystis radiatus）为囊双科泡双吸虫属的动物。在中国大陆，分布于南海等海域，营寄生生活，寄生部位为鳃丝、假鳃、鳃盖内侧。该物种的模式产地在海南岛三亚。